# Пасха мёртвых
Пасха мёртвых — обычай поминовения предков у восточных славян на Страстной, Пасхальной или Радоницкой неделях.
Согласно славянским поверьям, перед Пасхой или после неё, усопшие возвращаются на землю, где пребывают до троицкого периода — Вознесения, Духовской субботы или Троицы.

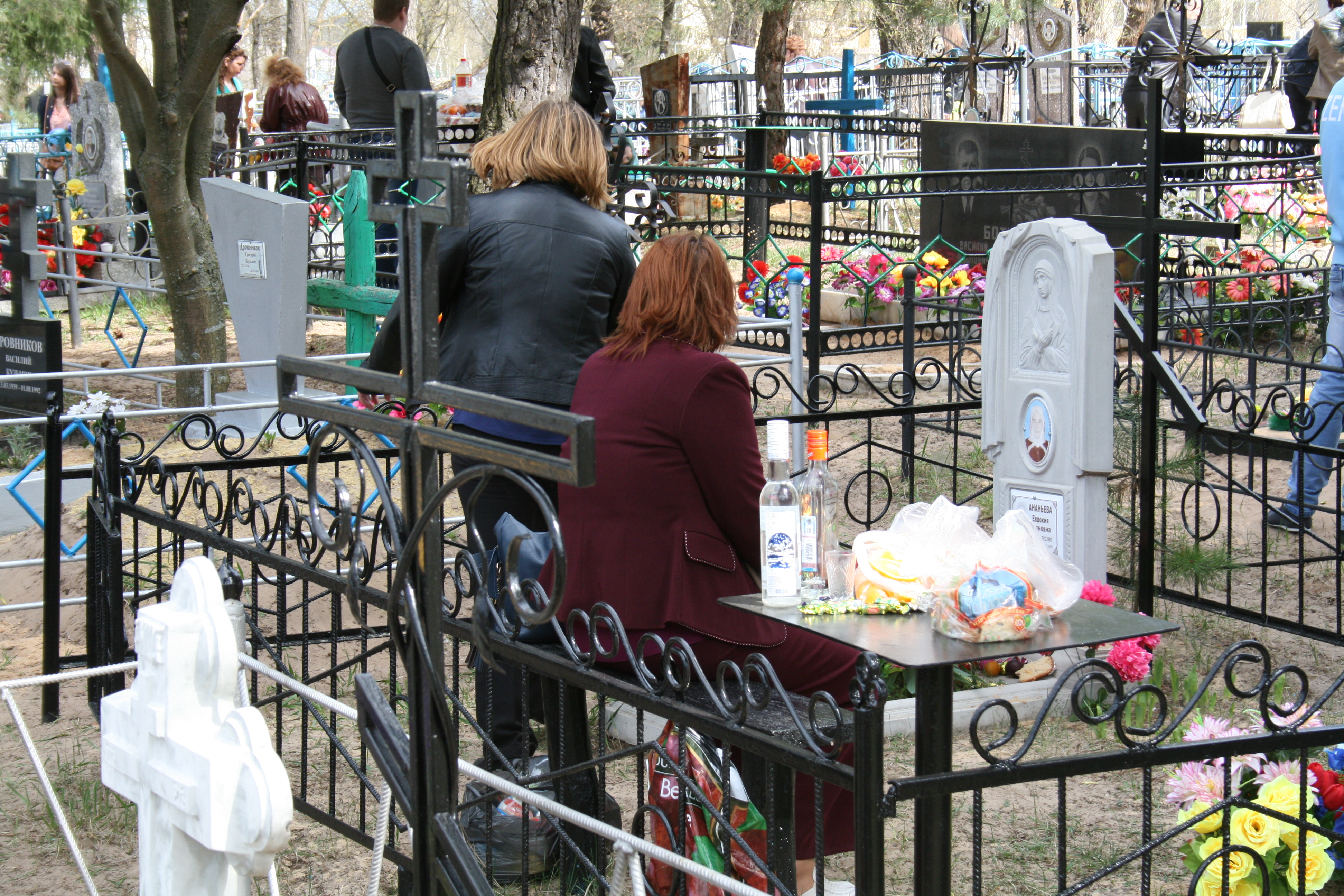
Поминание предков на Пасху

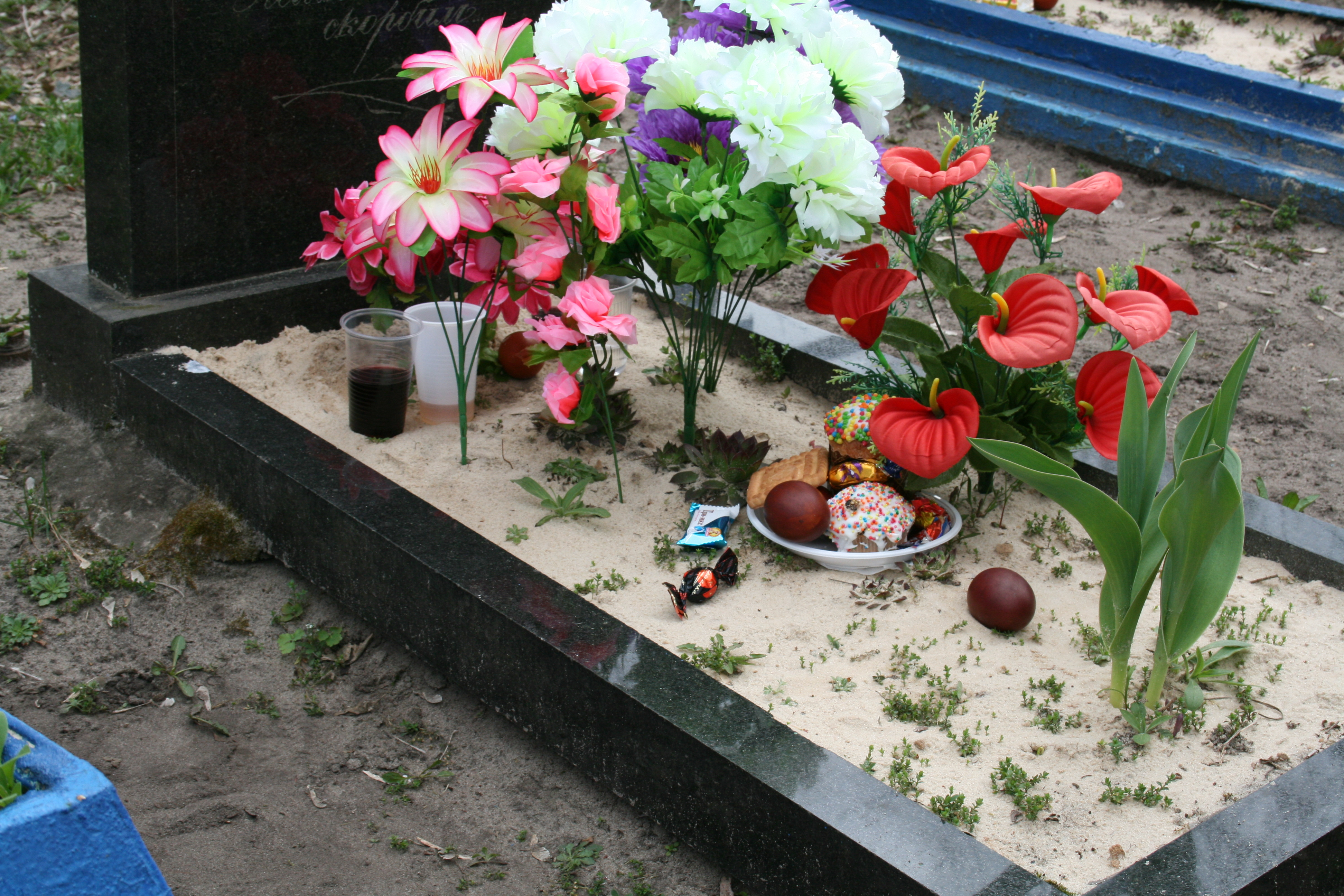
Могила на Пасху в с. Солдатское

## Другие названия
рус. Навьи проводы, Навий день; укр. Мертвецький Великдень, Навський Великдень; бел. Жыльнік, Наўскi вялікдзень, Нябожчыцкі вялікдзень, Пасха памерлых; полес. Намска Паска, Мерцов Пасха, Наўски Великдэнь, Ўмэрших Великдэнь.

## Народные представления
Данный обычай поминовения усопших предков возник как результат христианской ассимиляции древних славянских представлений о сезонном возвращении душ умерших предков на землю, совпадающего с пробуждением природы. Представления о весеннем воскресении природы и освобождении душ из потустороннего мира в народной традиции были поддержаны и преображены основным богословским смыслом Воскресения Иисуса Христа и освобождении душ из ада, совпавших с этим календарным периодом.
Считалось, что с Пасхи до Радуницы души умерших выпускаются на землю; мёртвые отмечают свою Пасху через некоторое время после живых: в эту ночь покойники встают из могил и приходят в храмы, где пасхальную службу служат умершие священники, при жизни служившие в данных храмах. Живым людям находиться в храме в это время опасно — покойники их могут разорвать.
У русских сохранился обычай «катание яйца крестом» на могиле и христосования с предками: пшеном делали крест на могилке и по этому кресту катают яйцо, приговаривая «Христос воскрес!».
У украинцев на мотив Пасхи мёртвых наложилось представление о блаженном народе рахманов, живущих под землёй. Рахманы не могут следить за временем и не знают, когда наступает Пасха. Поэтому для них бросают скорлупу пасхальных яиц в реку. Когда эти скорлупки доплывут до рахманов (на Фомино воскресенье или на Преполовение) — те справляют «рахманьский Вэликдэнь».
В большинстве случаев восточные славяне под Пасхой мёртвых понимают четверг Светлой недели. Также она могла проводиться в день Пасхи, во вторник или субботу Светлой недели, в воскресенье, понедельник или вторник Радуницкой недели — осмысление Радуницы как Пасхи мёртвых. В отдельных случаях под Пасхой мёртвых понимался последний день масленичной недели — Прощальное воскресенье.

## На страстной неделе
«Навський Великдень» (укр.), Жильник (белорус.), Чистый четверг — название дня на Страстной неделе.

«В Великий четверток порану солому палят и кличют мертвых».— Стоглав, 1863, 41 гл., вопр. 26
На Киевщине, Подолье и Левобережье «чистый четверг» — Навский Великдень (др.-рус. навь — неупокоенный мертвец, потусторонний мир). По славянским поверьям Бог трижды в год выпускает души умерших «потустороннего мира»: первый раз в «чистый четверг», второй раз — когда цветёт жито (вероятно, на Семик), и третий раз — на Спас. Сохранились мифологические рассказы о выходе мёртвых в Страстной четверг в севернорусских и русинских (у лемков) материалах.
В некоторых уголках Восточного Полесья под вечер Чистого четверга готовился большой ужин из 12 постных блюд, во время которого поминали умерших родичей.
В Чистый четверг, как и в «родительский день» на Фоминой неделе, русские варили овсяную кашу.
На Украине и в Белоруссии считают, что на Навский Великдень покойники проводят своё богослужение и каются в грехах. В этот день они не боятся ни креста, ни молитвы, а как увидят живого человека, то стараются задушить. Для того, чтобы покойники не задушили, необходимо обливаться водой: «мертвецы боятся мокрого». В Польше и на Западной Украине обряд обливания практикуется также в Пасхальный понедельник.

## На светлой неделе
В западных и южных губерниях Российской империи крестьяне шли на кладбище сразу после пасхальной литургии и «христосовались с покойными». Это связано с представлением о «Пасхе мёртвых» или «Навьих проводах», согласно которому в канун Пасхи Господь открывает рай и ад (знаком чего являются открытые в церкви царские врата) и выпускает с «того света» души умерших, чтобы они могли посетить свои дома и отметить Пасху. С этим у восточных и южных славян связано поверье о том, что в течение всей пасхальной недели (либо в период от Пасхи до Вознесения) Христос ходит по земле и каждый умерший в это время человек попадает прямо в рай.
После утренней службы в первый день Пасхи ходят «христосоваться с усопшими» на кладбище. Там трижды перекатывают через могилки яйца, говоря: «Христос воскрес», «Воистину воскрес!», зарывают яйцо в могилу. Поминовение умерших на Светлой неделе противоречит церковной практике (как несовместимое с радостью по поводу Воскресения Христа) и сохранило статус сугубо народного обычая.
Считалось, что на Пасху, как и в Страстной четверг, поднявшись на чердак со свечой, горящей ещё с заутрени, можно увидеть домового.
Первый четверг после Пасхи белорусы называли — «Навский четверг». В Беларуси в некоторых местах, и особенно у католиков, бывает на кладбище поминовение умерших. На могилах кладут красные яйца, которые на другой день собирают нищие в свою пользу. «Нуськи великдзень — пьятого дня на великодном тыжни», «Навский великдень побуждають покойника» (полесье). В Полесье на Пасху «идуть на кладбище первого дня и в четверг. На кладбище порядок наводят, а дома уже ничего не делают. Идут сначала в церковь, а потом уже идут на кладбище. Хлеб, крашеные яйца, пасху, вино несут. Женщинам на кресты повязывают передники, мужчинам — рушники.